# Rhynchozoon attina
Rhynchozoon attina är en mossdjursart som beskrevs av Tilbrook 2006. Rhynchozoon attina ingår i släktet Rhynchozoon och familjen Phidoloporidae. Inga underarter finns listade i Catalogue of Life.